# CocoaPods
CocoaPodsは、Objective-Cランタイムで動作する、Objective-C、Swift、およびその他の言語向けのアプリケーションレベルの依存管理システムである。RubyMotionのように、外部ライブラリの管理方法の標準形式を提供する。CocoaPodsは、Eloy DuránとFabio Pelosinによって開発され、多くの人々の支援を得つつプロジェクトの管理を続けている。彼らは2011年8月に開発を開始し、2011年9月1日に初の一般向けにリリースを行った。CocoaPodsは、RubyプロジェクトにおけるRubyGemsとBundlerの組み合わせに強く影響を受けている。
CocoaPodsは、サードパーティ製のコードのソースベースでの配布と、Xcodeプロジェクトへの自動統合に重点を置いている。
CocoaPodsはコマンドラインから実行され、JetBrainsの統合開発環境であるAppCodeにも統合されている。ソースファイルを手動でコピーするのではなく、依存関係を指定することにより、アプリケーションの依存関係にあるライブラリなどをインストールする。多くの異なるソースからのインストールにあたって、"master" specのリポジトリ（多くのオープンソースライブラリのメタデータを含む）がGitリポジトリとして管理され、GitHubでホストされている 。CocoaPodsの依存関係解決システムは、Bundler、RubyGems、Berkshelf等、他の大規模プロジェクトでも使用されているMolinilloを利用している。

## 例
ライブラリAFNetworkingとCocoaLumberjackをインストールする例：
```
 
platform
 
:ios

 
pod
 
'AFNetworking'
,
    
'~> 2.0.0'

 
pod
 
'CocoaLumberjack'
,
 
'< 1.7'

 
target
 
'MyApp'

```